# Dvorec Goričane
Dvorec Goričane (nemško Gortschach) je baročni dvorec, ki se nahaja v Goričanah (občina Medvode).

## Zgodovina
Po propadu gradu Goričane, ki je bil v lasti ljubljanskih škofov, se je tedanji škof Oton Buckheimski (Oton Friderik Buchheim) odločil za gradnjo nove zgradbe. Gradnja se je pričela leta 1631 in končala leta 1634; pri gradnji so uporabili razvaline starega gradu. Dvorec je dal kasneje prezidati oz. razširiti škof Ernest Amadej Attems. 
Leta 1934 je v gradu potekala pokrajinska konferenca Komunistične partije Slovenije, na kateri je pod tajnim imenom Rudi sodeloval tudi Josip Broz Tito. V lasti ljubljanske škofije je ostal do konca druge svetovne vojne, ko so dvorec nacionalizirali. Sprva so bila v dvorcu stanovanja, nakar pa so ga leta 1962 pričeli obnavljati za muzejske namene. Čez dve leti (1964) se je tako v dvorec vselil Muzej neevropskih kultur, dislocirana enota Slovenskega etnografskega muzeja, ki pa se je iz dvorca izselila leta 2001. V dvorcu se je nahajala tudi spominska soba pokrajinske konference.
Po osamosvojitvi Slovenije je nadškofija Ljubljana vložila denacionalizacijski zahtevek za vračilo dvorca. Leta 1995 so zahtevek zavrnili, ker se je v njem nahajal še muzej, a so po ukinitvi muzeja dvorec vrnili nadškofiji. Dvorec ima v upravljanju župnija Preska. Leta 2004 je nadškofija pričela z obnovo dvorca in okolice.

## Arhitektura
V dvorcu je kapela sv. Frančiška Saleškega.
Ker se je obnova dvorca pričela v času škofovanja kardinala Rodeta, se danes na vhodnem portalu nahajata njegov škofovski grb in grb Nadškofije Ljubljana.